# Бюрен (Вестфалія)
Бюрен (нім. Büren) — місто в Німеччині, знаходиться в землі Північний Рейн-Вестфалія. Підпорядковується адміністративному округу Детмольд. Входить до складу району Падерборн.
Площа — 170,97 км2. Населення становить 21 452 ос. (станом на 31 грудня 2020).

## Географії

### Сусідні міста та громади
Бюрен межує з 5 містами / громадами:
- Брілон
- Гезеке
- Рютен
- Зальцкоттен
- Бад-Вюнненберг

## Галерея

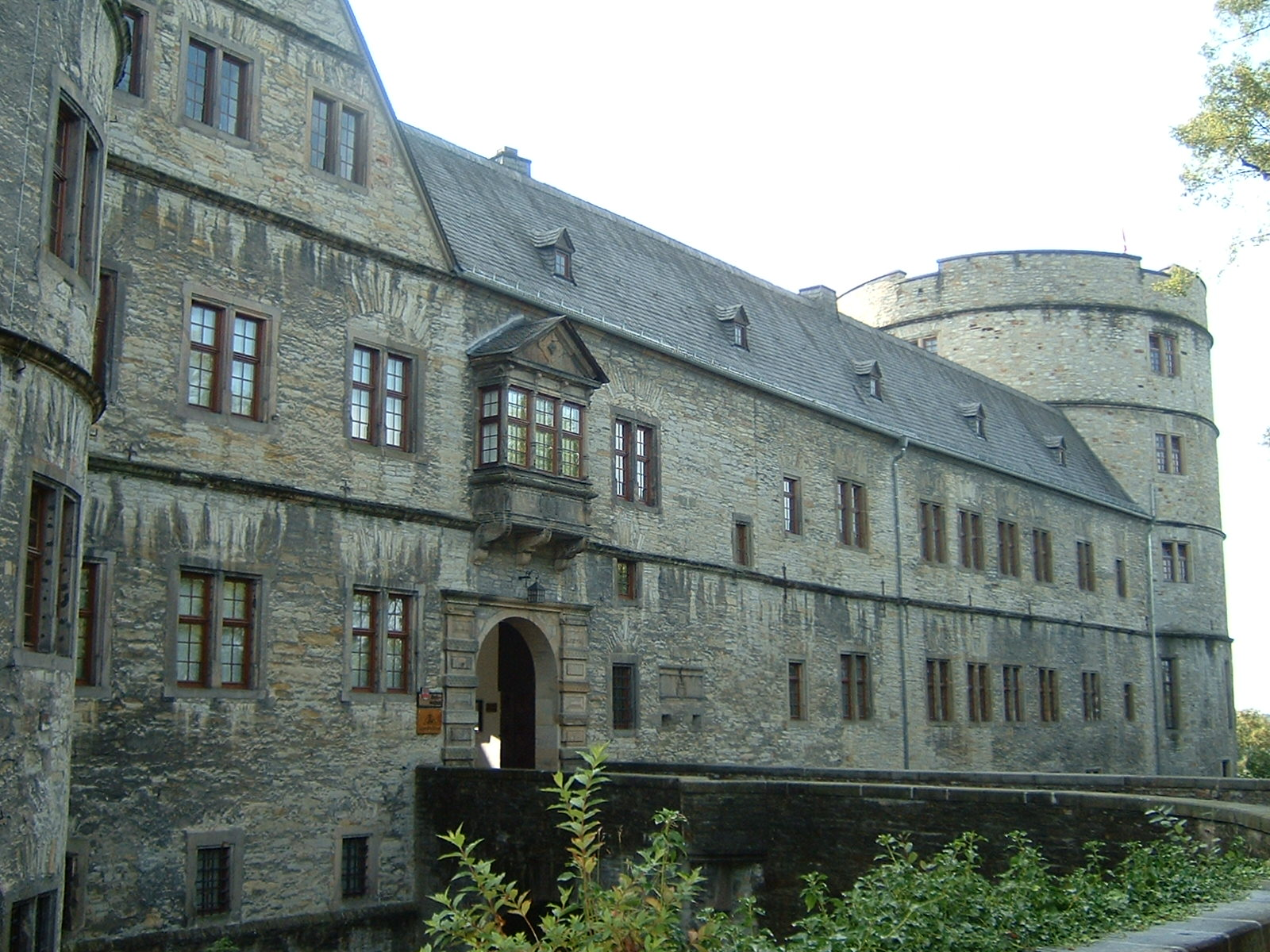
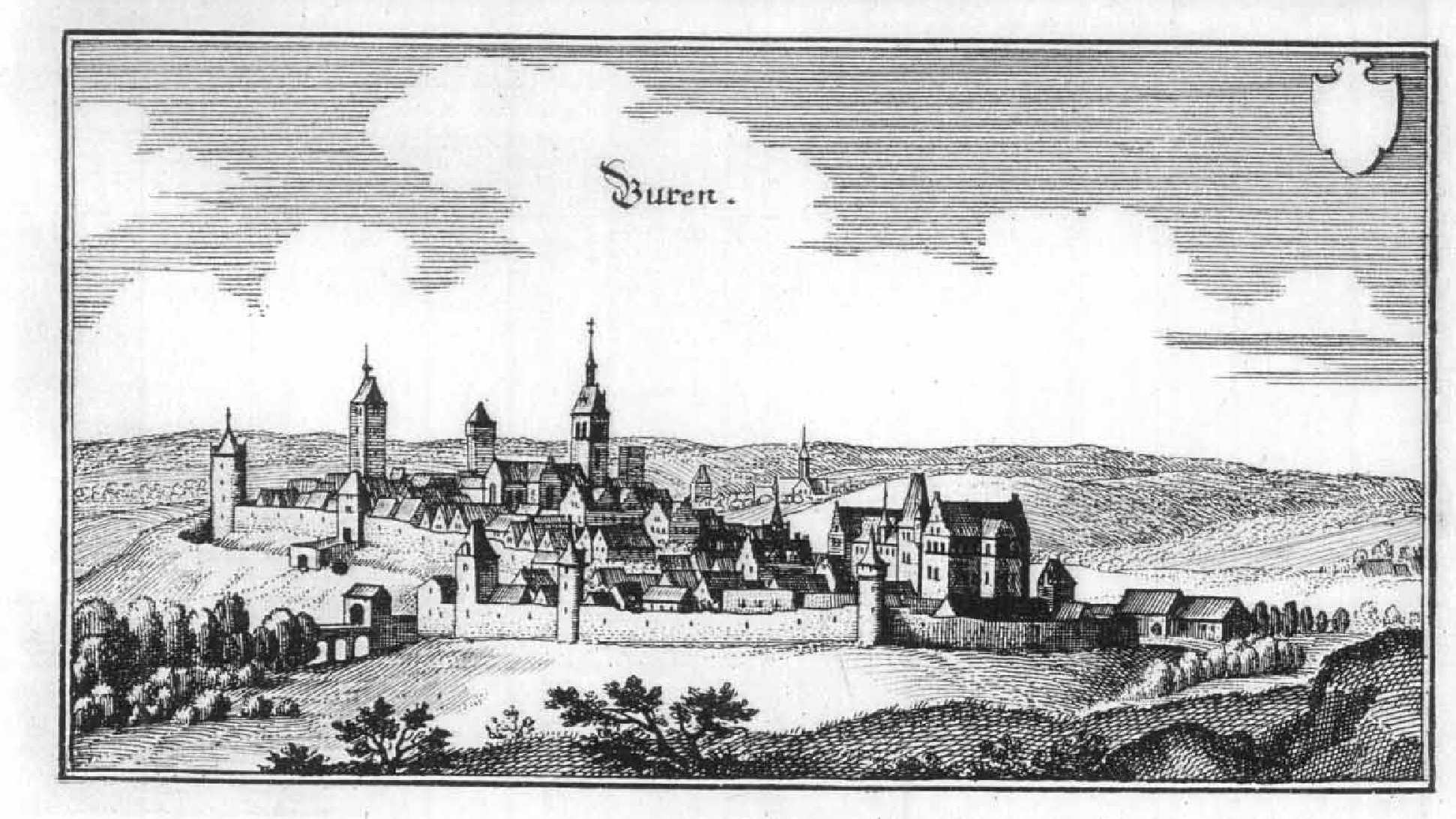
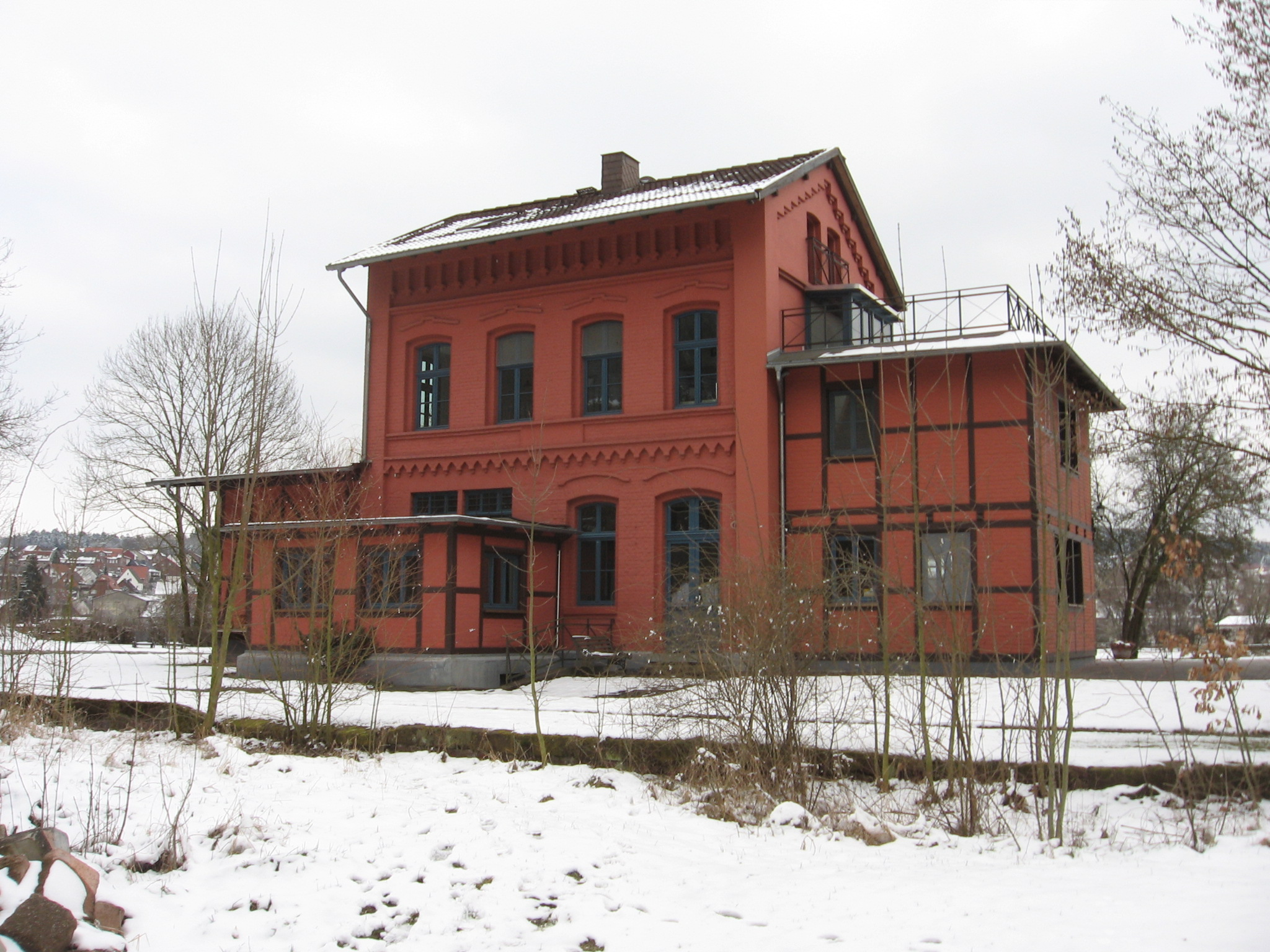
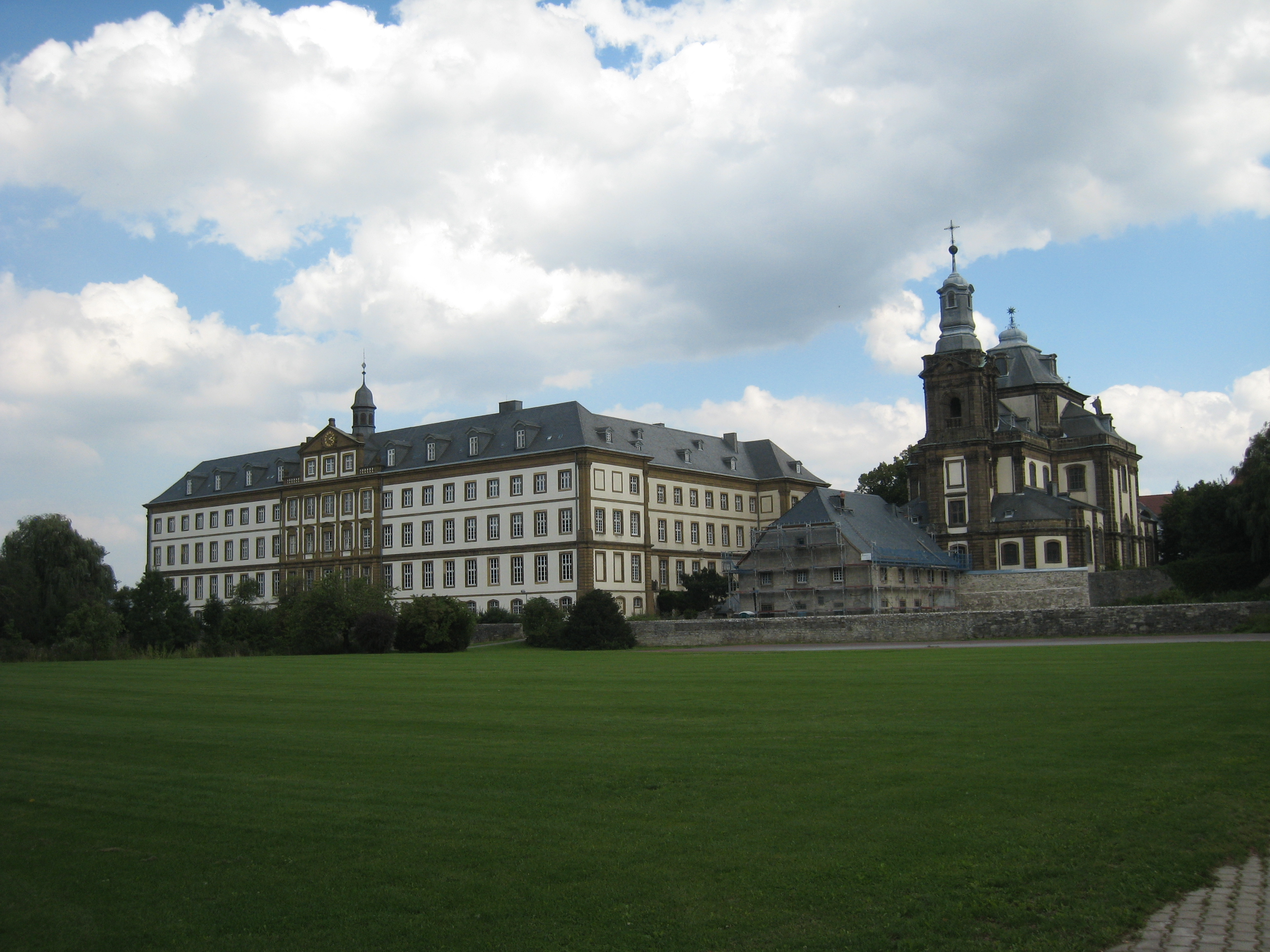
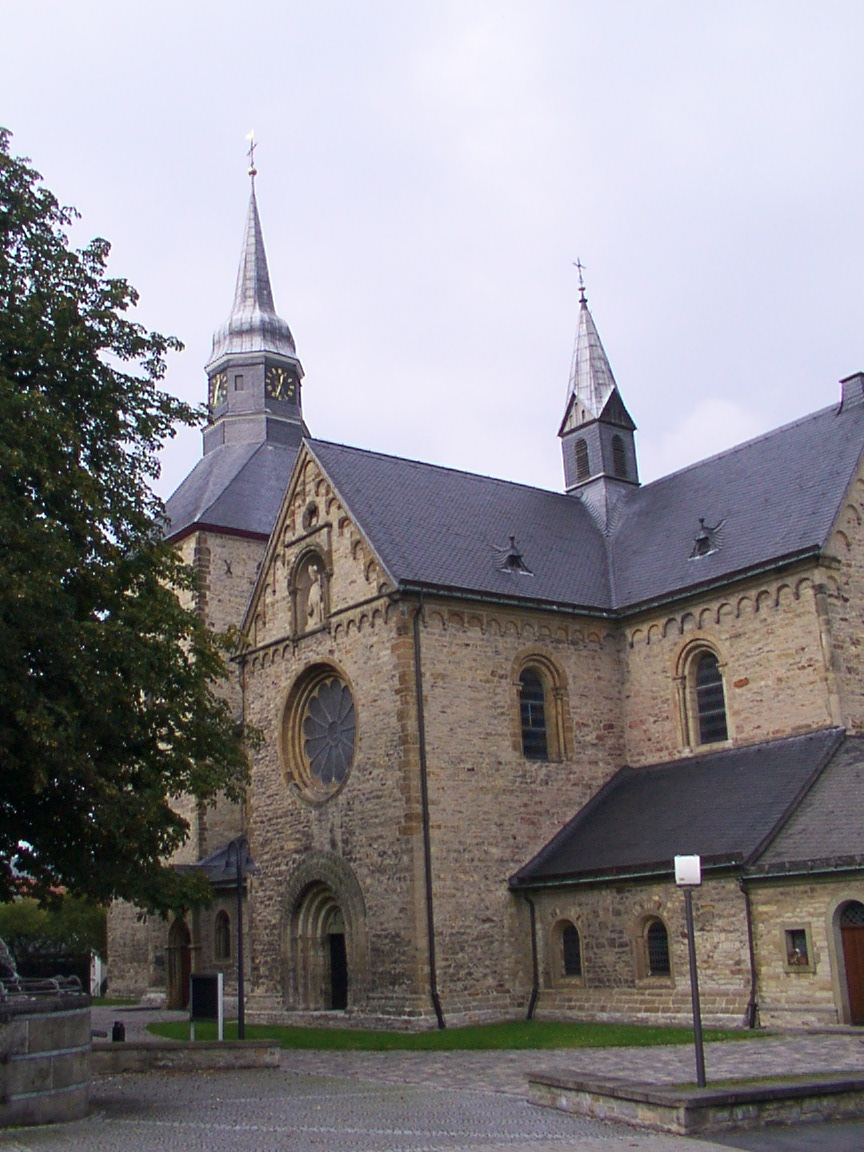
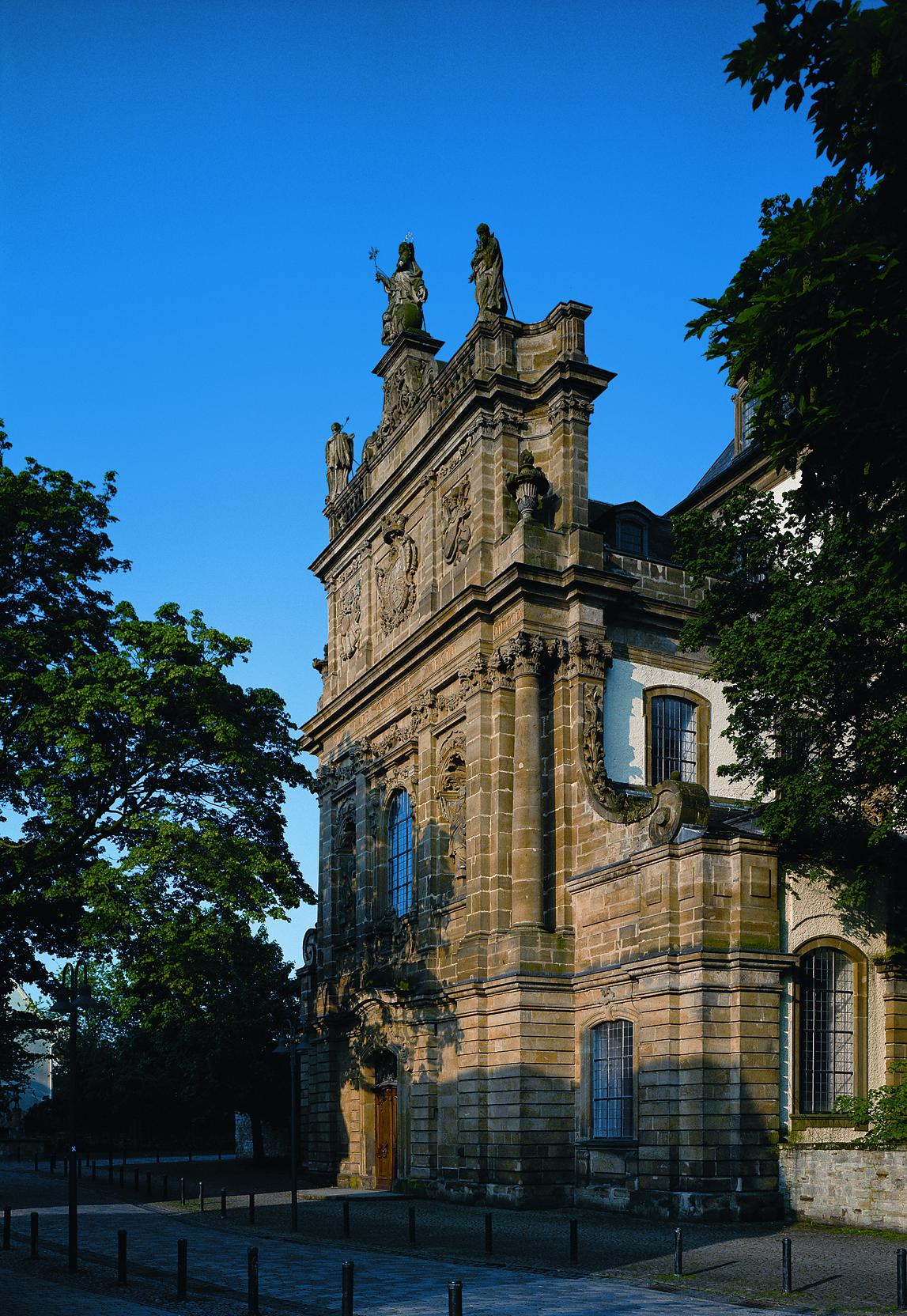

### Адміністративний поділ
Місто  складається з 14 районів:
- Бюрен
- Аден
- Баркгаузен
- Бренкен
- Бюрен
- Айкгофф
- Гарт
- Гегенсдорф
- Кеддінггаузен
- Зіддінггаузен
- Штайнгаузен
- Вайберг
- Вайне
- Вевельсбург